# Frederic Berthold
Frederic Berthold (* 3. Juni 1991) ist ein ehemaliger österreichischer Skirennläufer und Skicrosser. Seine stärksten Disziplinen im alpinen Skirennlauf waren die Abfahrt und der Super-G. Seit 2012 gehörte er dem A-Kader des Österreichischen Skiverbandes (ÖSV) an. Im Skicross war er im B-Kader aktiv. Sein Vater Mathias Berthold war früher selbst Skirennläufer und war von 2010 bis 2014 Herren-Cheftrainer des ÖSV.

## Biografie
Berthold besuchte das Skigymnasium Stams. Bei den österreichischen Schülermeisterschaften 2005 und 2006 gewann er jeweils die Silbermedaille im Slalom und in der Kombination. 2006 siegte er im Slalom beim Trofeo Topolino und im Slalom sowie im Super-G des Whistler Cups. Im Dezember desselben Jahres nahm Berthold erstmals an FIS-Rennen teil. 2007 und 2008 gewann er drei Goldmedaillen bei den österreichischen Jugendmeisterschaften in der Altersklasse Jugend I (zwei im Slalom und eine im Super-G). In der Altersklasse Jugend II erreichte er von 2009 bis 2011 dreimal einen zweiten Platz. Bei Juniorenweltmeisterschaften gewann Berthold drei Silbermedaillen: 2010 in der Abfahrt hinter dem Italiener Mattia Casse und 2011 im Super-G und in der Abfahrt jeweils hinter dem Slowenen Boštjan Kline.
Im Februar 2008 hatte Frederic Berthold erstmals an einem Europacuprennen teilgenommen. Seit der Saison 2009/10 ist er regelmäßig in dieser Rennserie am Start. Nachdem er in diesem Winter zweimal unter die schnellsten 20 gefahren war, erzielte er in der folgenden Saison 2010/11 die ersten Top-10-Platzierungen. Am 26. Februar 2011 debütierte Berthold im Weltcup. In der Super-Kombination von Bansko holte er als 30. auf Anhieb den ersten Weltcuppunkt. Am 9. Februar 2012 feierte Berthold in der Super-Kombination in Sarntal/Reinswald seinen ersten Sieg im Europacup, nachdem er am Vortag als Zweiter der Abfahrt erstmals auf das Podest gefahren war. Im Weltcup kam er 2011/12 wie im Vorwinter nur einmal zum Einsatz, erneut gewann er als 27. des Super-G von Kvitfjell Weltcuppunkte.
Nach drei Jahren im B-Kader stieg Berthold 2012 in den A-Kader des ÖSV auf. Am 13. Januar 2017 erreichte er mit Rang 3 in der Lauberhorn-Kombination von Wengen den ersten Podestplatz, gleichbedeutend mit seinem bisher besten Weltcupergebnis.
Nachdem er für die Kaderselektion der Skisaison 2018/19 nicht berücksichtigt worden war, wechselte Berthold sein Metier und geht seither für den Skicross an den Start. Dabei landete er im Europacup der Saison 2019/20 auf den 2. Platz in der Gesamtwertung. Sein Weltcupdebüt gab er in dieser Disziplin am 14. Dezember 2019 in Montafon.
Im April 2022 gab Berthold über die sozialen Medien seinen Rücktritt als Skicrosser bekannt und ist seither im Polizeidienst aktiv.

## Erfolge

### Weltcup
- 2 Platzierungen unter den besten 20, davon 1 Podestplatz

### Weltcupwertungen

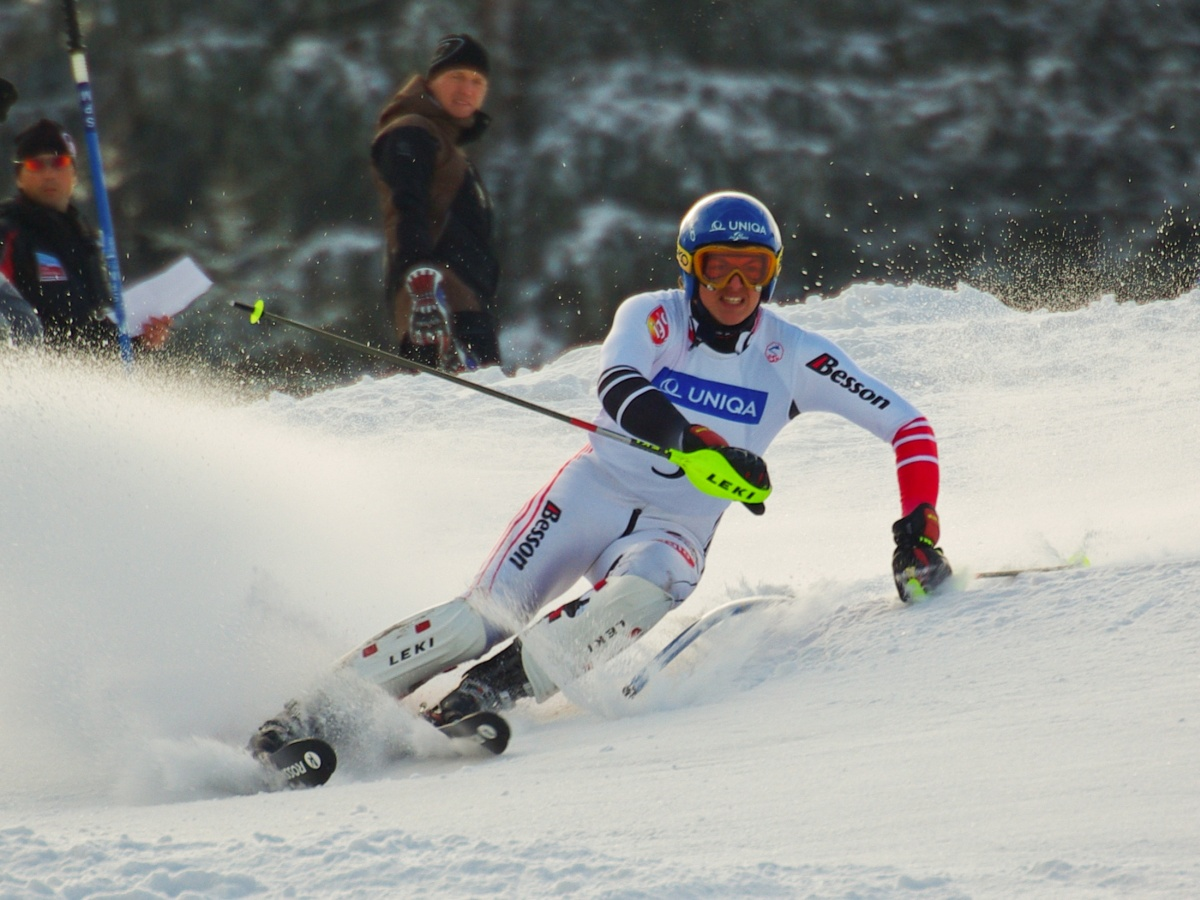
Berthold im Slalom der österreichischen Jugendmeisterschaften 2008

| Saison  | Gesamt | Gesamt | Abfahrt | Abfahrt | Super-G | Super-G | Kombination | Kombination |
| Saison  | Platz  | Punkte | Platz   | Punkte  | Platz   | Punkte  | Platz       | Punkte      |
| ------- | ------ | ------ | ------- | ------- | ------- | ------- | ----------- | ----------- |
| 2010/11 | 167.   | 1      | –       | –       | –       | –       | 56.         | 1           |
| 2011/12 | 143.   | 4      | –       | –       | 58.     | 4       | –           | –           |
| 2012/13 | 107.   | 22     | 41.     | 22      | –       | –       | –           | –           |
| 2013/14 | 129.   | 8      | 51.     | 2       | –       | –       | 35.         | 6           |
| 2016/17 | 84.    | 72     | 43.     | 12      | –       | –       | 8.          | 60          |
| 2017/18 | 129.   | 15     | –       | –       | –       | –       | 25.         | 15          |

### Europacup
- Saison 2011/12: 10. Gesamtwertung, 2. Kombinationswertung, 5. Abfahrtswertung
- Saison 2012/13: 3. Kombinationswertung, 6. Abfahrtswertung
- Saison 2013/14: 3. Kombinationswertung, 5. Super-G-Wertung
- Saison 2014/15: 2. Kombinationswertung
- Saison 2015/16: 10. Gesamtwertung, 3. Abfahrtswertung, 5. Kombinationswertung
- Saison 2017/18: 4. Kombinationswertung
- 11 Podestplätze, davon 3 Siege:

| Datum           | Ort     | Land    | Disziplin         |
| --------------- | ------- | ------- | ----------------- |
| 9. Februar 2012 | Sarntal | Italien | Super-Kombination |
| 30. Jänner 2013 | Sarntal | Italien | Abfahrt           |
| 2. Februar 2016 | Sarntal | Italien | Abfahrt           |

### Juniorenweltmeisterschaften
- Mont Blanc 2010: 2. Abfahrt, 9. Super-G
- Crans-Montana 2011: 2. Abfahrt, 2. Super-G, 12. Riesenslalom

### Weitere Erfolge
- Österreichischer Staatsmeister in Abfahrt und Super-Kombination 2014
- Österreichischer Jugendmeister (Jugend I) im Slalom 2007 und 2008 sowie im Super-G 2008
- 4 Siege in FIS-Rennen